# Gunnar Hámundarson

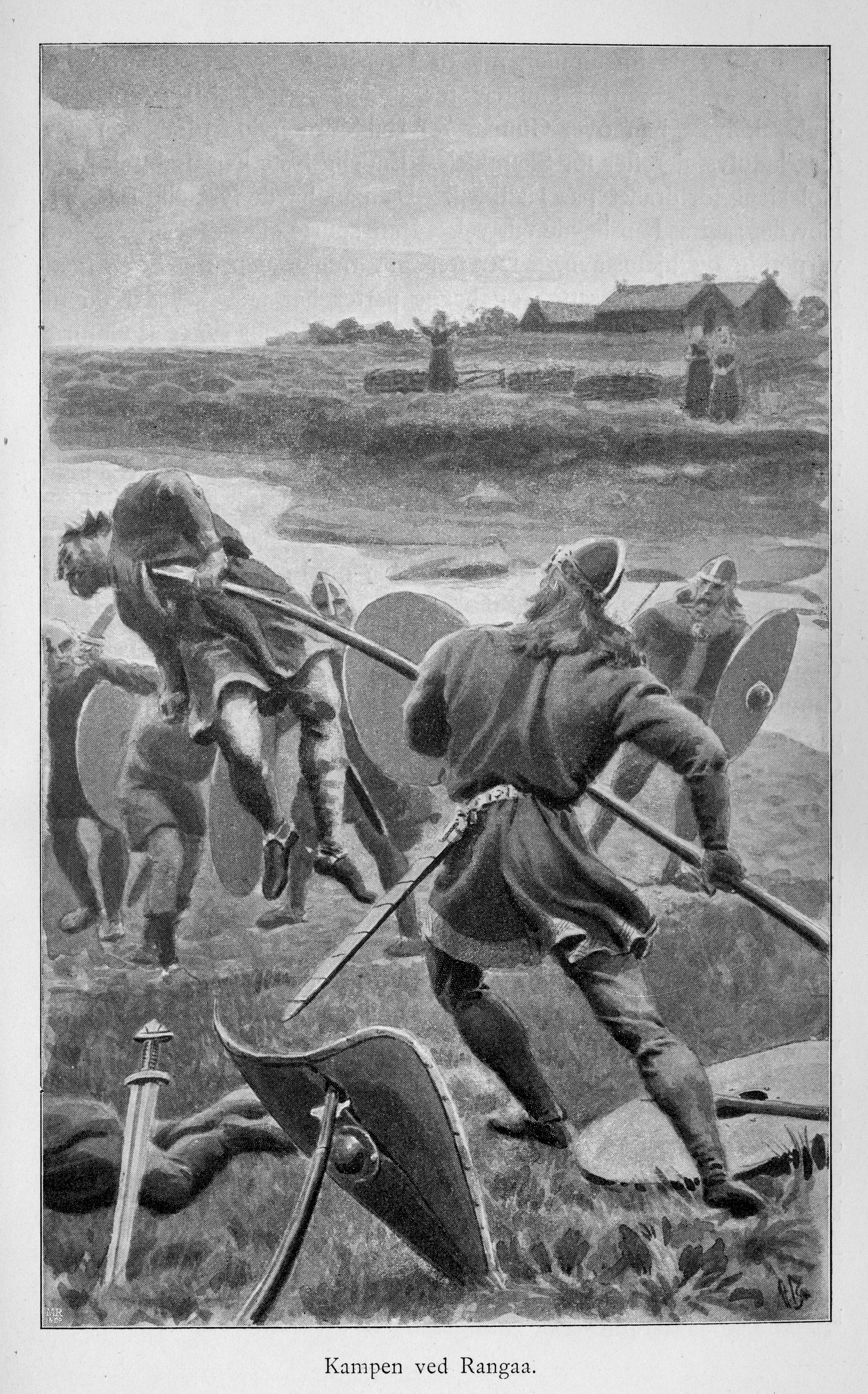
Gunnar Hámundarson w trakcie walki

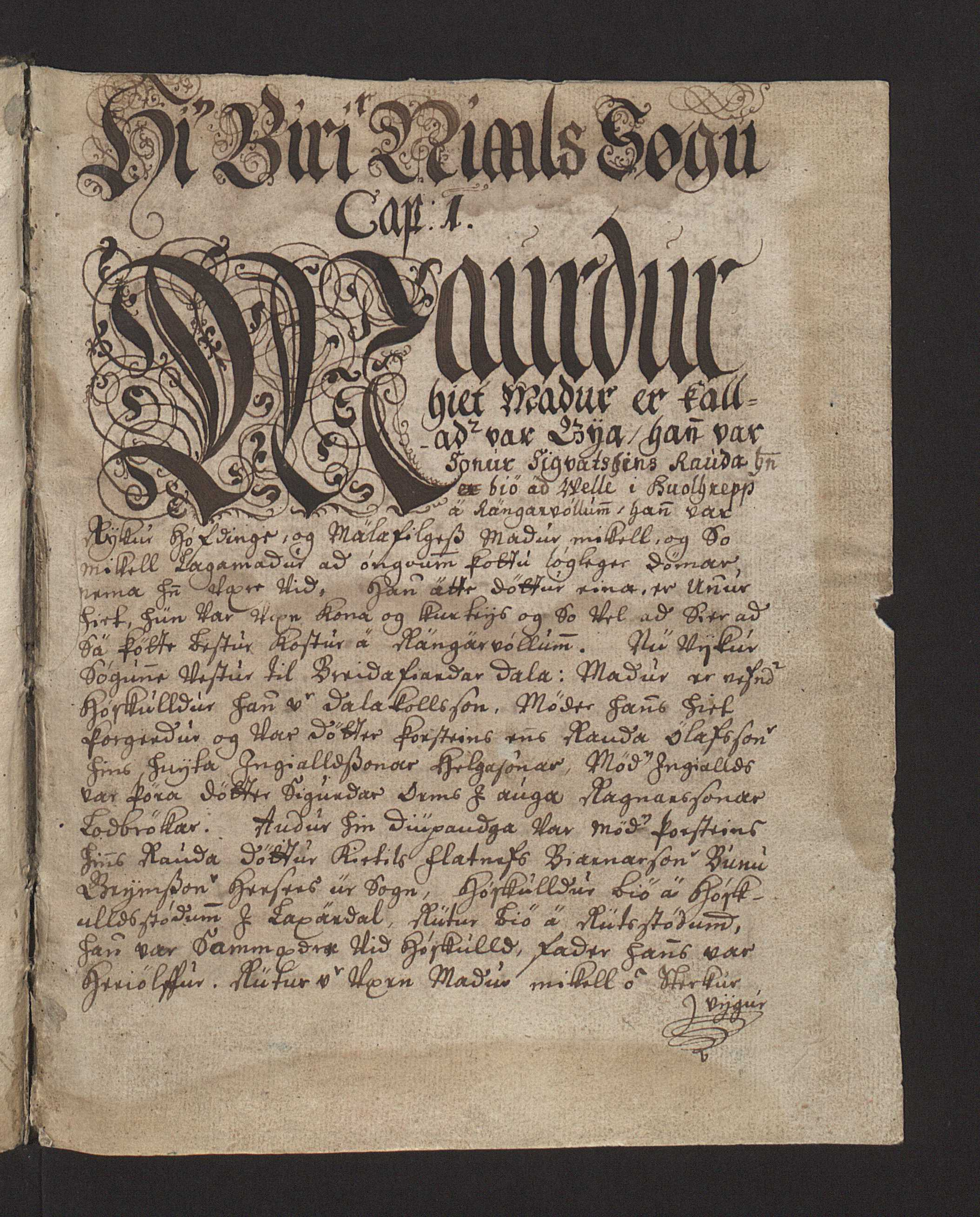
Manuskrypt, na którym znajduje się fragment sagi Njáls

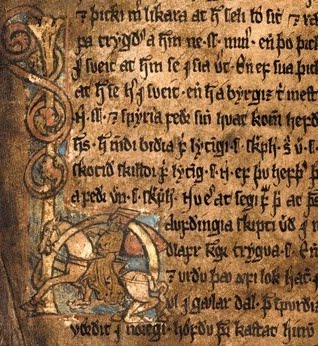
Fragment sagi Njáls

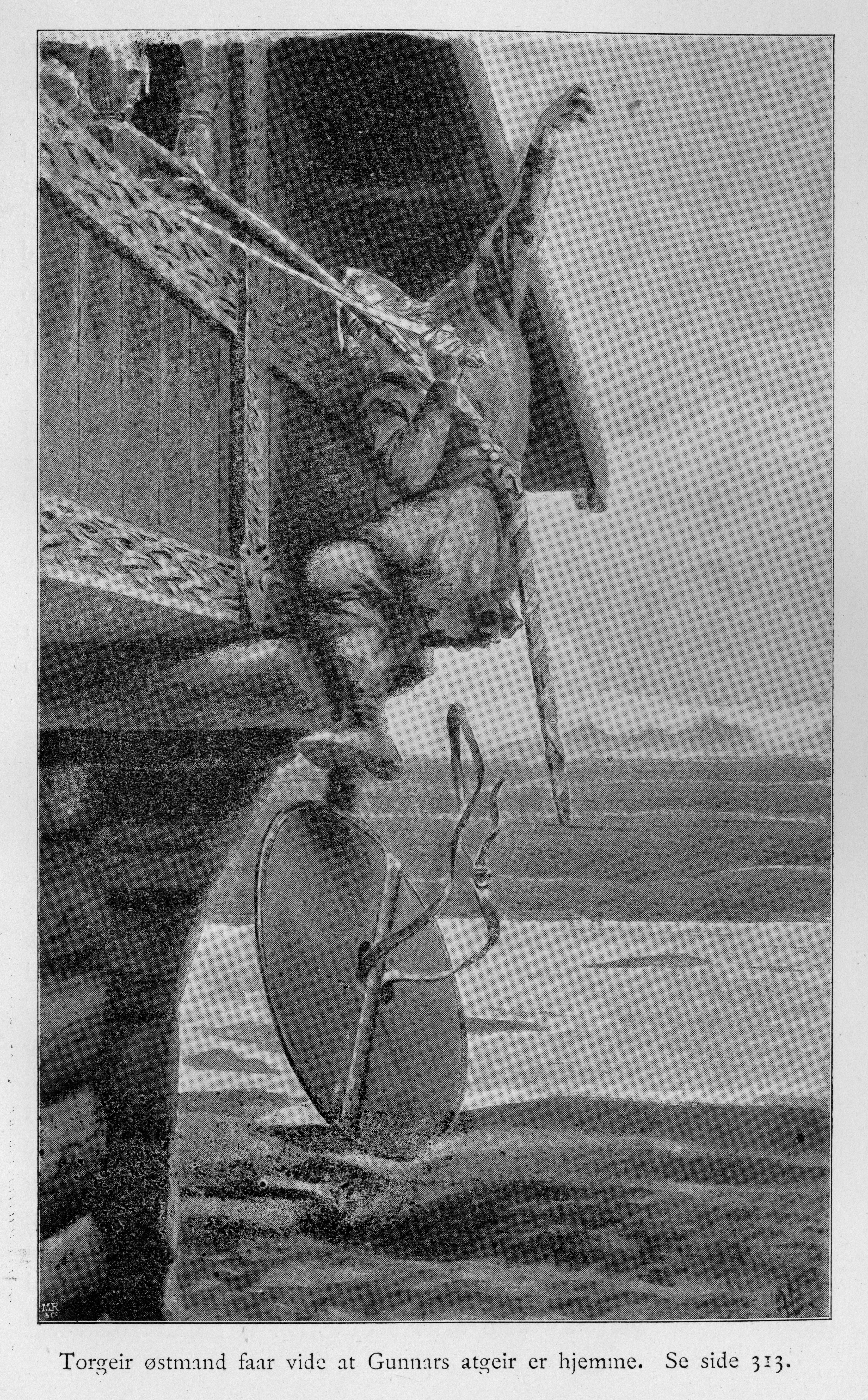
Gunnar Hámundarson broniący własnego domu

Gunnar Hámundarson (ur. 940 w Fludir, zm. 992 w Hlíðarendi) – islandzki wódz żyjący w X wieku. Mieszkał w Fludir. Znany również jako Gunnar z Fludir. Występuje w sadze o Njálu jako jeden z głównych bohaterów. Zginął podczas obrony własnego domu w 992 roku. Gunnar Hámundarson jest jednym z najbardziej podziwianych bohaterów islandzkich sag. Utożsamiany jest jako osoba heroiczna oraz lojalna.

## Rodzina i pochodzenie
Gunnar Hámundarson urodził się w Fludir w 940 roku. Był synem Hámundra Gunnarssona i Rannveigy Sigfúsdóttur. Gunnar Hámundarson miał dwóch braci – Kolskeggra i Hjörtra oraz jedną siostrę o imieniu Arngunnr, która wyszła za Hróara Tungugoði. W 975 roku Gunnar ożenił się z Hallgerðr Höskuldsdóttir z Höskuldsstaðir. Był jej trzecim mężem.  Hámundarson wraz z małżonką mieli trzech synów – Högniego, Graniegon oraz Hámundura. Gunnar Hámundarson, jak większość Islandczyków w X wieku, wierzył w nordyckie bóstwa.

## Gunnar Hámundarson w Njáls saga
Saga o Njálu opisuje Gunnara Hámundarsona jako potężnego wojownika, niezwyciężonego w walce. Autor sagi przypisuje Gunnarowi dzielność, męstwo i uczciwość. W sadze znajduje się opis potyczki, w której brał udział  Hámundarson:

Thorgeir wpadł na Gunnara w wielkim gniewie i wbił włócznię w tarczę i ramię Gunnara. Gunnar przekręcił tarczę tak mocno, że włócznia rozerwała się na gnieździe. Gunnar zobaczył, że inny człowiek zbliża się do jego miecza i zadał mu śmiertelny cios, a następnie chwycił atgeir w obie dłonie. Thorgeir Otkelsson w międzyczasie zbliżył się, z mieczem w pogotowiu. Gunnar zwrócił się ku niemu szybko i w wielkim gniewie. Wepchnął przez siebie atgeir i podniósł go wysoko i wyrzucił go do rzeki. Ciało spadło do brodu i zatrzymało się tam przy głazie.

Hámundarson był wysportowanym, silnym mężczyzną. W Njáls saga znajduje się fragment o jego sprawności fizycznej:

Zdolny jest do skakania na swój własny wzrost w pełnej zbroi, zarówno z przodu, jak i z tyłu.

Gunnar był zamieszany w wiele sporów, które próbował zakończyć za pomocą negocjacji, jednakże pomimo braku innych metod uciekał się do przemocy. Pragnienie Hámundarsona, aby osiedlić się bez rozlewu krwi, sprawiło, że zaczął powątpiewać w swoje męstwo. Gunnar Hámundarson władał wieloma rodzajami broni białej. Najchętniej posługiwał się nordycką bronią o nazwie atgeir. Gunnar Hámundarson wziął udział w najeździe wikingów na Eysýsla, gdzie zdobył słynnego  atgeira. Jego poprzednim właścicielem był Hallgrímur. Hámundarson był także wyśmienitym łucznikiem. Saga podaje, że potrafił niezwykle celnie miotać kamienie. Był również doskonałym pływakiem.
Zachował się opis jego wyglądu zewnętrznego:

Był przystojny i piękny. Miał prosty nos , niebieskie oczy, bystre oczy i rumiane policzki z gęstymi, lśniącymi włosami. Blond i dobrze uczesane.

Gunnar jest jednym z najbardziej podziwianych bohaterów islandzkich sag. Utożsamiany jest jako człowiek heroiczny, energiczny, cnotliwy, a przede wszystkim lojalny.

## Śmierć Gunnara Hámundarsona
Gunnar Hámundarson zabił dwóch członków rodziny Gissur. Pomimo porady swojego przyjaciela Njálla Þorgeirssona nie uciekł z ojczyzny. Krewni zabitych zaatakowali dom Gunnara Hámundarsona. Legenda głosi, że Gunnarowi zerwała się cięciwa w jego łuku. Poprosił żonę o kilka włosów, w celu zrobienia nowej cięciwy. Hallgerðra odmówiła, urażona wcześniejszą kłótnią z małżonkiem. Hámundarson został zmuszony do walki na miecze, w trakcie której poległ.

## Gunnar Hámundarson jako bohater literacki
Gunnar Hámundarson jest archetypem islandzkiego patrioty, pomimo że jego bohaterskie czyny wydają się wyraźnie wyolbrzymione. Gunnar podziwiany jest z powodu bohaterstwa, dobroci i oddania własnej ojczyźnie.